# Komorní hůrka
El Komorní hůrka es un cono de cenizas que pertenece al macizo de Bohemia, en la provincia volcánica cenozoica de la Europa Central. Está en la República Checa

## Aspecto
Es un pequeño cono de cenizas erosionado y en forma de domo. Se sitúa sobre un antiguo mar. 

## Vulcanismo
Es uno de los volcanes más jóvenes del Macizo Bohemio y de toda la República Checa, a la vez, también una de las más jóvenes de la Provincia volcánica cenozoica de la Europa Central. Data del Cuaternario Superior; que se originó a partir de forma violenta, que empezó a expulsar lava, ceniza y piedras volcánicas; era una erupción estromboliana. El volcán se colapsó durante la erupción. 
Como todos los volcanes del Macizo Bohemio, el basalto es la roca más dominante, especialmente donde estaba el cráter

### Estudio del volcán
A mediados del siglo XIX, no se sabía aclarecer cuál era el origen del basalto, se decía que era una roca sedimentaria, teniendo origen en un antiguo océano ancestral, esto se hacía llamar neptunismo. Había dos bandos que se oponían; los plutonistas decían que era una roca intrusiva, mientras que los vulcanistas decía que era una roca que venía de erupciones volcánicas
Kaspar Maria von Sternberg, el padre de la paleobotánica y a la vez, un vulcanista, decidió estudiar el Komorni Hurka para poder esclarecer la verdad. El llegó al interior del volcán mediante un sistema de túneles hasta llegar a la chimenea volcánica, que estaba completamente llena de basalto. Desde ese momento, se supo que era un volcán. Mientras tanto, se descubría el verdadero origen del basalto mientras muchos vulcanólogos estudio más a fondo en Chaine des Puys, en Francia, perteneciente a la misma provincia de este volcán.

## Alrededores
El volcán está rodeado de lagos y es a la vez considerado Monumento Natural Nacional del país. El sistema de túneles se cerró desde 1951 para evitar la explotación de rocas volcánicas, totalmente prohibido. 
A pesar de estar extinto, todavía hay cierta actividad volcánica que se presenta en aguas termales. 

### Leyenda
Según decía, el lugar era maldito desde antaño, se decía ver en ciertas zonas; expulsiones de gases venenosos, por lo que se pensaban que era obras de espíritus malignos. 
En el norte de la región, donde está el volcán. Había un rey que cuando empezaba a tener frío, tenía que calentarse. Él tenía tres hijos, que ordenaba que controlase el fuego de la zona; el primero fue el calentó el valle para poder conducir el fuego, el segundo rebajo un poco el calor, que según dice fundo Mariánské Lázne; el tercero, el menor, era el más impulsivo que crea grandes explosiones donde pudo apagar el fuego. Esta leyenda que se explica es posible el origen del Komorni y de otros volcanes vecinos, dando a entender que la actividad volcánica del Macizo Bohemio era totalmente reciente. 